# Ana Maria Leal-Zanchet
Ana Maria Leal-Zanchet (* 20. Januar 1966 in Natal) ist eine brasilianische Zoologin und Hochschullehrerin.

## Wissenschaftliche Laufbahn
Ana Maria Leal-Zanchet erlangte an der Universidade do Estado do Rio Grande do Norte ihren ersten wissenschaftlichen Grad, bevor sie an der Pontifícia Universidade Católica do Rio Grande do Sul ihren Master als Zoologin erlangte. Von 1991 bis 1995 absolvierte sie ein Promotionsstudium  an der Eberhard Karls Universität Tübingen im Fachbereich „Spezielle Zoologie“, an dessen Ende sie promoviert wurde. Im Anschluss erhielt Leal-Zanchet einen Lehrauftrag an der Universidade do Vale do Rio dos Sinos (UNISINOS).

## Forschungsgebiet
An der UNISINOS leitet Leal-Zanchet eine Forschungsgruppe zum Themengebiet „Planarien“ und ein Histologielabor. Sie erforscht die Systematik, funktionelle Morphologie und Ökologie von Planarien. Die Arbeit ihrer Forschungsgruppe führte zur Erstbeschreibung von mehr als 40 Arten, beispielsweise den Landplanarienarten und -gattungen Cratera aureomaculata, Cratera nigrimarginata, Difroehlichia und Supramontana.

## Veröffentlichungen (Auswahl)
- Ana Maria Leal-Zanchet, José Willibaldo Thome & Josef Hauser: Microanatomia e histologia do sistema digestivo de Phyllocaulis soleiformis (Orbigny) (Mollusca, Gastropoda, Veronicellidae): V. Glândula digestiva. In: Revista Brasileira de Zoologia. Band 10, Nr. 2, 1993, S. 355–366, doi:10.1590/S0101-81751993000200013.
- Ana Maria Leal-Zanchet & Josef Hauser: Penis Glands of the Dugesiid Planarian Girardia schubarti (Platyhelminthes, Tricladida, Paludicola). In: Invertebrate Biology. Band 118, Nr. 1, 1999, S. 35–41, doi:10.2307/3226910.
- Fernando Carbayo, Ana Maria Leal-Zanchet & Emerson M. Vieira: Terrestrial flatworm (Platyhelminthes: Tricladida: Terricola) diversity versus man-induced disturbance in an ombrophilous forest in southern Brazil. In: Biodiversity & Conservation. Band 11, 2002, S. 1091–1104, doi:10.1023/A:1015865005604.
- Eudóxia Maria Froehlich & Ana Maria Leal-Zanchet: A new species of terrestrial planarian of the genus Notogynaphallia Ogren & Kawakatsu (Platyhelminthes, Tricladida, Terricola) from south Brazil and some comments on the genus. In: Revista Brasileira de Zoologia. Band 20, Nr. 4, 2003, ISSN 0101-8175, S. 745–753, doi:10.1590/S0101-81752003000400030.
- Ana Maria Leal-Zanchet & Eudóxia Maria Froehlich: A species complex in the genus Notogynaphallia Ogren and Kawakatsu (Platyhelminthes : Tricladida : Terricola) with a taxonomic revision of homonyms of Geoplana marginata Schultze & Müller and a reinterpretation of Notogynaphallia caissara (Froehlich) anatomy. In: Belgian Journal of Zoology. Band 136, Nr. 1, 2006, S. 81–100.
- Lisandro Negrete, Ana Maria Leal-Zanchet & Francisco Brusa: A new species of Notogynaphallia (Platyhelminthes, Geoplanidae) extends the known distribution of land planarians in Chacoan province (Chacoan subregion), South America. In: Zoological Studies. Band 54, Nr. 1, 2015, S. 58, doi:10.1186/s40555-015-0136-5.
- Giuly Gouvêa Iturralde & Ana Maria Leal-Zanchet: Why be original? Two new species of Choeradoplana resembling the type species of the genus in their external aspects (Platyhelminthes, Continenticola). In: ZooKeys. Band 813, 2019, ISSN 1313-2970, S. 1–19, doi:10.3897/zookeys.813.29565.